# Villa Longchamp Ouchy
Villa Longchamp Ouchy, in vielen Publikationen Villa Longchamp Lausanne, war ein Fussballverein aus Lausanne der 1890er-Jahre. Der Verein gehört zu den Gründungsmitgliedern des SFV.
Es war eine Internatsmannschaft, die vornehmlich aus englischen Schülern und Lehrern der gleichnamigen Privatschule bestand.

## Chronologie
Am 7. Oktober 1893 holte der deutsche Fussball-Pionier Walther Bensemann, der selbst einige Zeit in Lausanne studiert hatte und sich mit dem dortigen Fussball auskannte, die Mannschaft nach Karlsruhe, wo sie gegen eine süddeutsche Auswahl spielten und 1:2 verloren. Die Berliner Zeitung Spiel und Sport stellte die Lausanner Mannschaft dabei als «einen der besten Clubs des europäischen Continents» vor.
Der Verein war Gründungsmitglied der 1895 gegründeten «Schweizerischen Football-Association» (SFA; ab 1913 Schweizerischer Fussballverband SFV), auch wenn er der Gründungsversammlung unentschuldigt fernblieb.
1897/1898 nahm die Mannschaft an der ersten, heute beim SFV als inoffiziell geltenden Schweizer Meisterschaft teil, der Meisterschaft um den Ruinart-Becher. Nach Siegen gegen den FC Yverdon und den Lausanne Football and Cricket Club nahm der Verein an der Finalrunde teil. Am 19. März 1898 verloren sie in Zürich den Match gegen die Grasshoppers Zürich, die nach einem weiteren Sieg gegen La Châtelaine Genève Schweizer Meister wurden.
Per Frühjahr 1898 sind 25 Aktive dokumentiert.